# جاك كوبر
جاك كوبر (بالإنجليزية: Jake Cooper)‏ (3 فبراير 1995 ببراكنيل في المملكة المتحدة - ) هو لاعب كرة قدم بريطاني في مركز الهجوم. شارك مع منتخب إنجلترا تحت 18 سنة لكرة القدم ومنتخب إنجلترا تحت 19 سنة لكرة القدم ومنتخب إنجلترا تحت 20 سنة لكرة القدم. أما مع النوادي، فقد لعب مع نادي ريدنغ.

## وصلات خارجية
- جاك كوبر على موقع قاعدة بيانات كرة القدم.إي يو (الإنجليزية)
- جاك كوبر على موقع Soccerbase.com (لاعب) (الإنجليزية)
- جاك كوبر على موقع Soccerway.com (الإنجليزية)